# Battaglia di Duns
La battaglia di Duns o battaglia di Duns Park fu uno scontro di confine combattuto tra le truppe scozzesi ed inglesi nel 1372 nella odierna città di Duns nel Berwickshire. 

## La battaglia
In rappresaglia per le precedenti incursioni scozzesi, Henry Lord Percy, il guardiano delle March Warden inglesi aveva invaso la Scozia con 7 000 soldati e aveva incontrato poca resistenza. Dopo aver attraversato il Merse, l'esercito inglese si accampò a Duns in attesa di rinforzi. I pastori e i contadini scozzesi di Duns usavano un tipo di sonaglio fatto di pelli secche con dentro dei ciottoli, che usavano per spaventare gli animali selvatici lontano dai loro raccolti e dalle loro bestie. Questi sonagli furono usati dentro l'accampamento inglese spaventando i cavalli. A quel punto il campo si svegliò in subbuglio ed in disordine gli inglesi si ritirarono oltre il confine lasciando dietro di loro i bagagli e rifornimenti.